# Papilio palamedes
Papilio palamedes is een vlinder uit de familie van de pages (Papilionidae). De wetenschappelijke naam van de soort is voor het eerst geldig gepubliceerd in 1770 door Dru Drury.

## Verspreiding en leefgebied
Deze vlindersoort komt voor in de Verenigde Staten in moerassige gebieden met veel bomen.

## Waardplanten
De waardplanten behoren tot het geslacht Persea en andere planten uit de laurierfamilie (Lauraceae).